# باول دودلي وايت
باول دودلي وايت (بالإنجليزية: Paul Dudley White)‏ هو طبيب قلب وطبيب أمريكي، ولد في 6 يونيو 1886 في Roxbury, Boston ‏ في الولايات المتحدة، وتوفي في 31 أكتوبر 1973 في بوسطن في الولايات المتحدة بسبب سكتة.

## وصلات خارجية
- باول دودلي وايت على موقع مونزينجر (الألمانية)